# 圣约翰 (北达科他州)
圣约翰（英語：St. John），是美国北达科他州下属的一座城市。根据2010年美国人口普查，该市有人口341人。2011年估计该市有人口348人，相对于2010年，增长率为2.05%。